# Amenemhat V in scisto (ÄS 37)
Il busto di Amenemhat V (ÄS 37), in scisto, è una scultura raffigurante l'antico faraone egizio Amenemhat V (1796 - 1793 a.C.), che regnò al principio della XIII dinastia egizia. Una delle migliori creazioni artistiche del periodo, si trova a Vienna, al Kunsthistorisches Museum.

## Descrizione
Il busto, frammentario, è alto 35 cm e faceva originariamente parte di una statua a grandezza naturale del sovrano assiso in trono, scolpita in scisto. Il faraone indossa il tipico copricapo nemes con un ureo parzialmente distrutto; notevole è il suo sorriso, che si discosta dall'usanza di non far trasparire emozioni dai volti dei soggetti della statuaria. Gli accenni al realismo a dispetto della completa idealizzazione del soggetto seguono una tendenza affermatasi già sotto Amenemhat III.
Il reperto non reca alcuna iscrizione: a causa di ciò, per molto tempo non fu possibile identificarlo e datarlo. Si riteneva generalmente che appartenesse al Periodo tardo dell'Egitto o all'Epoca tolemaica. Nel 1985 avvenne la pubblicazione definitiva dei reperti archeologici rinvenuti a Hekaib, sull'isola Elefantina. Si trattava principalmente di stele e statue, fra cui una scultura del faraone Amenemhat V scoperta, nel novembre del 1932, priva della testa. Tre anni dopo la pubblicazione completa degli oggetti ritrovati, l'egittologa Biri Fay pubblicò un articolo in cui dimostrava l'appartenenza del busto di Vienna alla statua ritrovata nel 1932.

## Storia
Il busto fu probabilmente acquisito nel 1821 e giunse a Vienna poco dopo. La testa è menzionata per la prima volta, in un inventario del museo, nel 1824 (classificato come un busto di donna). Apparteneva ai pezzi dell'Antiken-Cabinet voluto dall'imperatrice Maria Teresa nel 1765. La statua era stata ritrovata fra i resti del tempio di Hekaib, anche se in principio dovette aver adornato il locale tempio di Satet. Al momento della scoperta era in frantumi, e una porzione del retro e delle braccia completamente mancanti. Il trono reca due iscrizioni accanto alle gambe di Amenemhat, sul davanti e sulla cima del seggio, le quali chiamano il re per nome e inoltre lo appellano amato da Satet, signora di Elefantina.